# Ágii Anárgyri-Kamateró
Ágii Anárgyri-Kamateró (en grec : Άγιοι Ανάργυροι-Καματερό, Áyii Anáryiri-Kamatéró), est un dème situé juste au nord-ouest d'Athènes dans la périphérie de l'Attique en Grèce. Le dème est issu de la fusion, en 2011, des dèmes d'Ágii Anárgyri et de Kamateró, devenus des districts municipaux. Son siège est Ágii Anárgyri.